# Облази-Ритерські
Облази-Ритерські (пол. Obłazy Ryterskie) — село в Польщі, у гміні Ритро Новосондецького повіту Малопольського воєводства.
Населення — 271 особа (2011).
У 1975-1998 роках село належало до Новосондецького воєводства.

## Демографія
Демографічна структура станом на 31 березня 2011 року:
|          | Загалом | Допрацездатний вік | Працездатний вік | Постпрацездатний вік |
| -------- | ------- | ------------------ | ---------------- | -------------------- |
| Чоловіки | 135     | 33                 | 93               | 9                    |
| Жінки    | 136     | 33                 | 77               | 26                   |
| Разом    | 271     | 66                 | 170              | 35                   |